# Faïza Menni
Faïza Menni (en arabe : فايزة مني), née en 1978, est une karatéka algérienne.

## Carrière
Faïza Menni est médaillée de bronze en kumite individuel féminin des moins de 60 kg aux Jeux africains de 2003 à Abuja ainsi qu'aux Jeux panarabes de 2004 à Alger. 